# Martin Daubney
Martin Daubney est un ancien journaliste et un homme politique britannique.
En 2019, il est élu député européen du Parti du Brexit.

## Carrière dans la presse
Il travaille tout d'abord pour les pages sportives de News of the World, puis est nommé rédacteur en chef de Loaded, remplaçant Scott Manson. Il quitte cette position en 2012.
Le magazine Campaign a inclus Daubney dans leur liste des « Rédacteurs en chef qui comptent » en 2005.
En filmant un documentaire pour Channel 4, Porn on the Brain, Daubney a parlé avec un groupe d'écoliers qui l'on convaincu de la forte prévalence de la pornographie, même parmi les pré-adolescents. Il a depuis publié un éditorial sur sa nouvelle position contre la pornographie dans le Daily Mail et a posté des messages anti-pornographiques sur son compte Twitter,.

## Carrière politique
Aux élections européennes de 2019, il est, avec Andrew Kerr et Rupert Lowe, un des trois députés du parti du Brexit élus dans la circonscription des West Midlands. Il cesse de siéger à partir du 31 janvier 2020, date à laquelle son pays quitte l'Union européenne.
Daubney se décrit comme un activiste du mouvement pour les droits des hommes, et s'est exprimé sur des sujets tels que le suicide masculin et la mobilité sociale pour les hommes de la classe ouvrière.

## Vie privée
Fils d'un mineur de charbon, il a été élevé dans le district de Gedling dans le Nottinghamshire. Il a étudié à la Carlton le Willows School, avant d'aller à l'Université de Manchester, et d'obtenir un diplôme de Bachelor of Applied Science en géographie en 1992.
Le Daily Mirror a indiqué que le footballeur George Best, alors époux d'Alex Best, a accusé Alex d'avoir une liaison avec Daubney.
La Anglian Wolf Society a critiqué Daubney pour avoir, ainsi qu'il l'indiquait dans un article qu'il écrit pour Loaded, chassé le loup en Russie.

## Résultats électoraux
Élections générales britanniques de 2019 — Ashfield :
| Parti politique         | Parti politique            | Nom                     | Voix   | %       | ±%    | Maj.  |
| ----------------------- | -------------------------- | ----------------------- | ------ | ------- | ----- | ----- |
|                         | Conservateur               | Lee Anderson            | 19 231 | 39,26 % | −2,4  | 5 733 |
|                         | Ashfield Independents (en) | Jason Zadrozny (en)     | 13 498 | 27,56 % | 27,6  |       |
|                         | Travailliste               | Natalie Fleet           | 11 971 | 24,44 % | −18,1 |       |
|                         | Brexit                     | Martin Daubney          | 2 501  | 5,11 %  | 5,1   |       |
|                         | Libéraux-démocrates        | Rebecca Wain            | 1 105  | 2,26 %  | 0,3   |       |
|                         | Vert                       | Rose Woods              | 674    | 1,38 %  | 0,6   |       |
| Total des votes valides | Total des votes valides    | Total des votes valides | 48 980 | 100 %   |       |       |
| Électeurs inscrits      | Électeurs inscrits         | Électeurs inscrits      | 78 204 |         |       |       |